# Женка
Женка или женски пол (♀) је физиолошки пол који производи јајне ћелије. Сваки женски гамет, или јајна ћелија, се може спојити са мушким гаметом, или сперматозоидом, у процесу оплођења. Женке не могу започети полно размножавање без приступа барем једног сперматозоида (изузетак је партеногенеза), док се поједини организми могу размножавати и полним и бесполним путем. Већина женки сисара, укључујући женке човјека, имају два X хромозома. Немају све врсте једнако одређивање пола. Код већине животиња, укључујући и људе, пол је одређен генетички, али код неких врста може бити одређен друштвеним, еколошким и другим факторима.
Женске полне ћелије, често непокретне, у процесу се оплодње спајају с покретним и често много мањим полним ћелијама организма чији се физиолошки пол назива мушким. Остале особине женских организама варирају међу врстама. Код неких врста разлике су добро изражене у фенотипу, на пример кроз постојање млечних жлезда. Осим у случају ретких медицинских стања, већина женки сисара, укључујући жене, има два хромосома X. Иза полних разлика међу врстама не стоји јединствени генетски механизам; по свему судећи постојање два пола независно је еволуирало у различитим еволуцијским лозама.
Енглеска реч female потиче од латинске речи femella, деминутивне форме femina, што значи „жена“; та реч није етимолошки повезана са речју мушкарац. Реч female се такође може користити за означавање пола.

## Дефинишуће карактеристике
Женке производе јајне ћелије, веће гамета у хетерогамном репродукционом систему, док мање и обично покретне гамете, сперматозоиде, производи мужјак. Женка се не може сексуално размножавати без приступа мушких гамета и обрнуто, али код неких врста женке се могу репродуковати саме бесполно, на пример путем партеногенезе.
Не постоји један генетски механизам који стоји иза полних разлика у различитим врстама и чини се да је постојање два пола више пута независно еволуирало у различитим еволуционим лозама. Обрасци сексуалне репродукције укључују:
- Изогамне врсте са два или више типа парења са полним ћелијама идентичног облика и понашања (али различите на молекуларном нивоу),
- Анизогамне врсте са гамета мушког и женског типа,
- Оогамне врсте, које укључују људе, код којих је женска полна ћелија много већа од мушке и нема способност кретања. Оогамија је облик анизогамије.[14] Постоји аргумент да је овај образац вођен физичким ограничењима у погледу механизма помоћу којих се две полне ћелије окупљају према потреби за сексуалну репродукцију.[15]

## Одлике
У систему размножавања с два пола женка ствара (често непокретне) полне ћелије зване јајним ћелијама, док покретне и мање полне ћелије сперматозоиди ствара мужјак. Женке се не могу полно размножавати без приступа мушким полним ћелијама, и обрнуто. Код неких врста, међутим, женке се могу размножавати самостално, неполно, на пример путем партеногенезе.
При полном размножавању утврђено је постојање изогамних врста с гаметама идентичног облика и понашања (које се ипак разликују на молекулском нивоу) и анизогамне врсте са полним ћелијама мушког и женског типа, а онда посебно оогамне врсте међу којима је и човек у којих су женске полне ћелије много веће од мушких и немају могућност кретања.
Биолошки пол се дефиниће према врсти полних ћелија које организам производи: мушки организам производи сперматозоиде, а женски јајне ћелије. Остале разлике између мужјака и женки у једној лози генерално не одређују разлику полова у другој лози.
Мушко-женски диморфизам организама и репродуктивних органа различитих полова не односи се само на животиње: јајне ћелије, међу осталим, производи јединствене врсте Chytridiomycota, силикатне алге и копнене биљке. Код копнених биљака женски и мушки организми и органи нису само они који производе женске и мушке гамете, већ и структуре спорофита из којих настају женске и мушке биљке.
Фенотипска особеност женки из разреда Mammalia (сисари) су изражене млечне жлезде. Оне су у осниви модификоване знојне жлезде специјализоване за стварање млека којим се подмладак храни неко време након рођења. Млечне жлезде су најочитије код људи: женско тело складишти веће количине масног ткива у близини брадавица, што резултира истакнутим дојкама. Млечне жлезде присутне су код оба пола свих сисара, међутим мужјаци их ретко користе.
Женке свих сисара рађају младе, уз изузетак женки једноотворних прасисара које легу јаја.
Неке друге врсте, попут гупија, премда нису сисари имају сисарима сличне репродуктивне структуре. Другима се, на пример морским псима, јаја излегу у телима, те се може причинити да рађају живе младе.

## Одређење пола
Физиолошки пол организма може одредити низ чинилаца, од генетских до околинских. Понекад се пол може и природно променити током живота организма. Иако већина врста има добро диференцирана два пола, јединке хермафродитских животиња попут црва имају и мушке и женске репродуктивне органе.

### Генетско одређење
Пол већине сисавара, укључујући људе, генетски је одређен XY–системом у којем женке имају хромосоме X и X, а мужјаци хромосом X и од њега мањи Y. Приликом размножавања мужјак даје сперматозоиде типа X или Y , док женка увек даје јајну ћелију с хромозомом X. Сперматозоид Y спарен с јајашцем X у потомству даје мужјака, док сперматозоид X и јајашцец X даје женку. Неки сисари, попут чудноватог кљунаша, имају различите комбинације. Како би се компензовала разлика у величини, један се од X-хромосома женке насумично инактивира у свакој ћелији плаценталних сисара, док се очински X инактивира код торбара.
Систем Z и W хромозома за одређење пола, у којем су женке хетерозиготне па имају пар ZW, за разлику од ZZ код мужјака, могу се наћи код птица, неких инсеката (лептира и мољаца) и других организама. Пол јединки из реда инсеката опнокрилаца, попут мрава и пчела, често се одређују хаплодиплоидијом; у њој је већина мужјака хаплоидна, а женке и неки стерилни мужјаци диплоидни. При појави интерсексуалности код сисара могуће су и комбинације попут XО и XXX; те јединке се сматрају женским све док не носе и Y хромосом. Потоња стања често резултирају стерилношћу.

### Еколошко одређење
Подмладак неких врста развија се, зависно од околинских услова, у један или други пол. Код неких гмизаваца, попут алигатора, пол се одређује температуром инкубације оплођеног јаја. Друге врсте пол некад мењају и као одрасле јединке, као одговор на локалне репродуктивне околности попут кратког недостатка мужјака.